# New American Cyclopædia

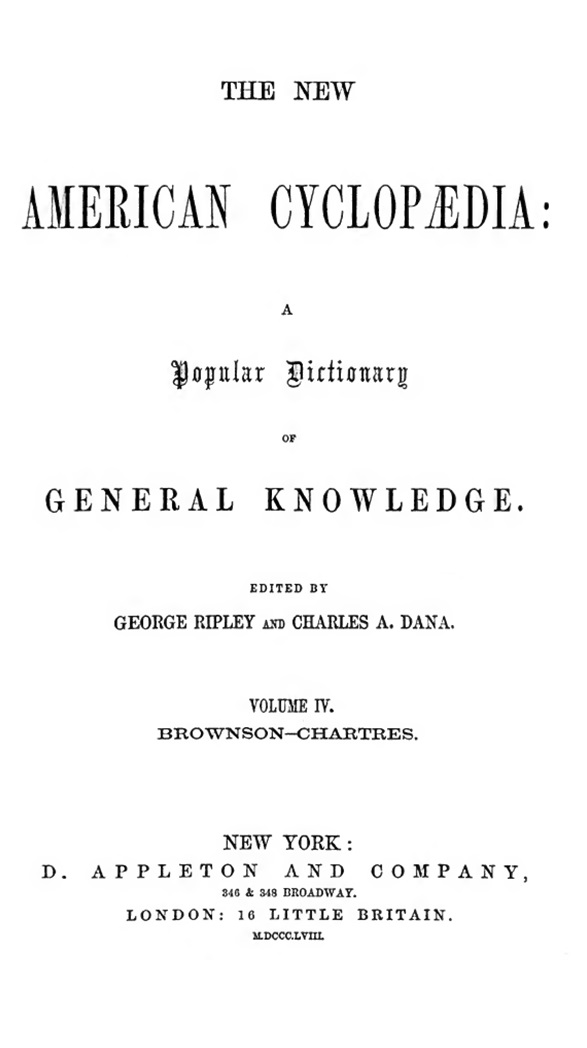
Portada de la New American Cyclopædia (1858)

La New American Cyclopædia va ser una enciclopèdia en 16 volums, creada i publicada per D. Appleton &amp; Company de Nova York, que va aparèixer inicialment entre 1858 i 1863. Els seus principals editors van ser George Ripley i Charles Anderson Dana.
La New American Cyclopædia va ser revisada i republicada com a American Cyclopædia el 1873.

## Visió general
La New American Cyclopædia va ser una enciclopèdia general amb un enfocament especial en temes relacionats amb els Estats Units. Com que es va crear al llarg dels anys que abasten la Guerra Civil Americana, l'enfocament i el to dels articles podien canviar dràsticament. Per exemple, Jefferson Davis, el futur president dels Estats Confederats d'Amèrica, va ser tractat llargament com a soldat de l'exèrcit dels Estats Units i polític del govern dels EUA en les edicions d'abans de la guerra.
Com era tradicional, tot el conjunt va ser reeditat amb la publicació el 1863 del volum XVI. Tota la Cyclopèdia es va tornar a publicar el 1864.

## Col·laboradors
Un col·laborador notable va ser Karl Marx, aleshores corresponsal europeu del New York Tribune, que va aparèixer com a escriptor, mentre que la majoria d'aquests articles van ser escrits per Friedrich Engels, especialment els articles sobre afers militars, que formaven part de temes assignats a Engels en la divisió de feines acordada entre els dos amics. A causa del seu profund coneixement del món militar, Engels s'havia guanyat el sobrenom de "General". Marx hi va escriure un article biogràfic molt negatiu sobre Simón Bolívar.
Altres col·laboradors destacats de la primera edició van ser:
 

## Anuari
Un anuari associat, Appletons' Annual cyclopaedia and register of important events of the year es va publicar de 1861 a 1875 i fins a 1902.

## Història de la publicació
L'enciclopèdia va ser revifada amb el títol American Cyclopædia entre 1873 i 1876. L'edició final es va publicar el 1883–4, amb suplements afegits a cada volum de l'edició de 1873. Es van publicar per separat dos índexs analítics el 1878 i el 1884.

## Enllaços externs

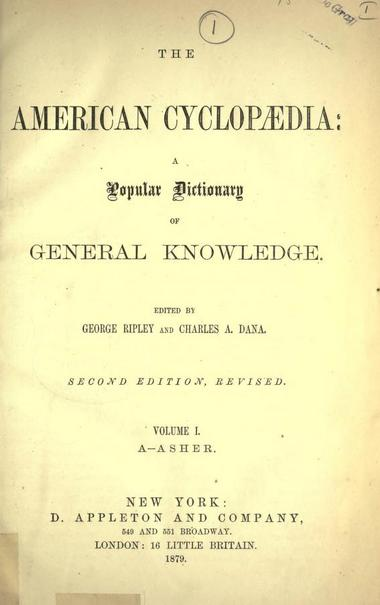
Portada de la American Cyclopædia, 1879

## Per saber-ne més
- Carl Burnham. «The New American Cyclopedia, 1857 – 1866: A Time Capsule of the 19th century». Rare Book Monthly, 01-07-2004. [Consulta: 28 gener 2018].